# Yvoir
Yvoir (en való Uwar) és un municipi belga de la província de Namur a la regió valona. Limita amb Anhée a l'oest, Dinant al sud, Profondeville al nord-oest, Assesse al nord-est i Ciney a l'est. Comprèn les localitats de Dorinne, Durnal, Evrehailles, Godinne, Houx, Mont, Purnode, Spontin i Yvoir.

## Agermanaments
- Astur